# Vorland der mittleren Schwäbischen Alb
Vorland der mittleren Schwäbischen Alb este o arie protejată (sit de importanță comunitară — SCI, arie de protecție specială avifaunistică — SPA) din Germania întinsă pe o suprafață de 17.003 ha, integral pe uscat.

## Localizare
Centrul sitului Vorland der mittleren Schwäbischen Alb este situat la coordonatele 48°40′04″N 9°33′13″E / 48.6678°N 9.5536°E.

## Înființare
Situl Vorland der mittleren Schwäbischen Alb a fost declarat arie de protecție specială avifaunistică în noiembrie 2007 pentru a proteja 12 specii de animale. Situl a fost protejat și ca sit de importanță comunitară în noiembrie 2007.

## Biodiversitate
Situată în ecoregiunea continentală, aria protejată nu include niciun habitat protejat.
La baza desemnării sitului se află mai multe specii protejate de  păsări (12): porumbel de scorbură (Columba oenas), prepeliță (Coturnix coturnix), ciocănitoarea de stejar (Dendrocopos medius), ciocănitoare neagră (Dryocopus martius), șoimul rândunelelor (Falco subbuteo), muscar-gulerat (Ficedula albicollis), capîntortură (Jynx torquilla), sfrâncioc roșiatic (Lanius collurio), gaia neagră (Milvus migrans), gaia roșie (Milvus milvus), viespar (Pernis apivorus), ciocănitoare verzuie (Picus canus)